# Biblioteca Luis Ángel Arango
La Biblioteca Luis Ángel Arango és una biblioteca pública ubicada a Bogotá, Colòmbia. Va ser fundada el 1923 com una petita biblioteca d'economia. Avui la seva col·lecció l'ha esdevingut la primera biblioteca pública i la més important d'Llatinoamèrica. Té més d'1,1 milions de llibres i 1900 llocs de lectura. El 2008 va rebre 6,7 milions de visitants. És administrada pel Banc de la República de Colòmbia.
El nom de la biblioteca prové de l'advocat i empresari Luis Angel Arango, qui va ocupar la posició de director general del Banc de la Republica de Colòmbia, i que fou un defensor de la cultura i literatura.